# Selenicereus grandiflorus subsp. lautneri
A Selenicereus grandiflorus subsp. lautneri egy újonnan leírt, kevéssé ismert epifita kaktusz, melyet csupán egyetlen termőhelyről ismernek.

## Elterjedése és élőhelye
Mexikó: Oaxaca állam, Tehuantepec és Pochutla között, 50 m tszf. magasságban.

## Jellemzői
(8-) 9-11 bordája van, az alapfajjal szemben kevés szőrt hordozó areolái vannak. Virágai nagyméretűek, fehérek, a külső szirmok sárgásak-barnásak. Termése egyelőre nem ismert.